# Johan Pettersson (fotbollsspelare född 1989)
Johan Pettersson, född 8 september 1989 i Amsterdam, är en svensk tidigare fotbollsspelare som representerade Gais i Allsvenskan. 
Pettersson moderklubb är Mölnlycke IF. Pettersson har förutom moderklubben även spelat för Örgryte IS under juniortiden. Under 2007 gick han över till Gais. Under hösten 2008 blev han uppflyttad till A-truppen och 9 november gjorde han sin allsvenska debut för Gais när han fick hoppa in i matchen mot AIK på Ullevi.
I början av 2009 skrev Pettersson på ett nytt kontrakt med Gais som sträckte sig över säsongen 2012. Under hösten 2009 var Johan utlånad till Skövde AIK och hjälpte sånär laget upp till superettan. Den 23 augusti 2010 gjorde Johan sin debut från start för GAIS i allsvenskan då man mötte IF Brommapojkarna på Gamla Ullevi i en match som slutade 1–1. 2012 lånades han ut till Örgryte IS. Efter säsongen 2012 fick han inte nytt kontrakt med Gais, som hade åkt ur Allsvenskan.
Johan Pettersson är son till den gamle blåvita (IFK Göteborg) och rödvita (Ajax) fotbollsspelaren Stefan Pettersson.